# Descamino
Descamino je EP američkog americana/indie rock sastava Calexico, objavljen 18. siječnja 2000. kao vinilno izdanje s nekim alternativnim verzijama pjesama koje su originalno objavljene na ranijim albumima. 

## Popis pjesama
| Br. | Skladba                                       | Autor                      | Trajanje |
| --- | --------------------------------------------- | -------------------------- | -------- |
| 1.  | »Chach« (Remiks - Tasha Bundy)                | Burns, Convertino          |          |
| 2.  | »Still Missing« (Remiks - Kassel Krew)        | Burns                      |          |
| 3.  | »Triple T Truckstop« (Remiks - Calexico)      | Burns, Convertino, Niehaus |          |
| 4.  | »Dia De Los Muertos« (Remiks - Bundy K Brown) | Burns, Convertino          |          |

## Osoblje
- Joey Burns - vokali, akustični bas, gitara
- John Convertino - bubnjevi, vibrafon
- Tasha Bundy - perkusije
- Michael - Lembach gitara, truba (2)
- Sian Goad - Ducati 900 ss (3)
- Paul Niehaus - pedal steel (3)
- Volker Zander - čelo, zvona (3)
- Doug McCombs - Fender VI Bass
- Rob Mazurek - kornet

## Vanjske poveznice
- Albumi Calexica